# The Perfect Wave
Pour plus de détails, voir Fiche technique et Distribution.
The Perfect Wave est un drame biographique réalisé par Bruce Macdonald, sorti en 2014, relatant la vie de Ian McCormack, surfeur devenu pasteur, après avoir frôlé la mort. 

## Synopsis
Un jeune surfeur, Ian, profite de son expérience à l'étranger sur l'île Maurice, une île au large de l'Afrique. Tout en plongeant avec ses amis en pleine nuit, il est piqué par cinq cuboméduses et part à l'hôpital, aidé et entravé par les gens du coin. Il invoque le Dieu de son enfance dont il se souvient à peine et le rencontre face à face, lui disant "tu ne peux pas m'aimer, je t'ai insulté, j'ai couché à droite à gauche, je me suis drogué et plus encore". Ce qu'il se passe après, qui est fascinant et fournit un modèle d'espoir, non seulement pour Ian, mais pour tout le monde l'ayant déjà vécu. 

## Fiche technique
- Réalisateur : Bruce Macdonald

## Distribution
- Scott Eastwood : Ian McCormack[2]
- Cheryl Ladd : Mme McCormack
- Patrick Lyster : M. McCormack
- Rachel Hendrix : Anabel
- Scott Mortensen : Lachlan
- Nikolai Mynhardt : Michael McCormack
- Diana Vickers : Kim
- Matt Bromley : Mark
- Rosy Hodge : Roxy
- Jack Halloran : Greg